# Bournemouth
Bournemouth is een kustplaats en unitary authority in de Engelse regio South West England in het graafschap Dorset, district Bournemouth, Christchurch and Poole en telt 194.752 inwoners (2017). De oppervlakte bedraagt 46 km². De plaats grenst in het westen aan Poole en in het oosten aan Christchurch.
Bournemouth is een populaire toeristenbestemming aan de zuidkust van Engeland door de aanwezigheid van een strand met een lengte van bijna 9 km.

## Demografie

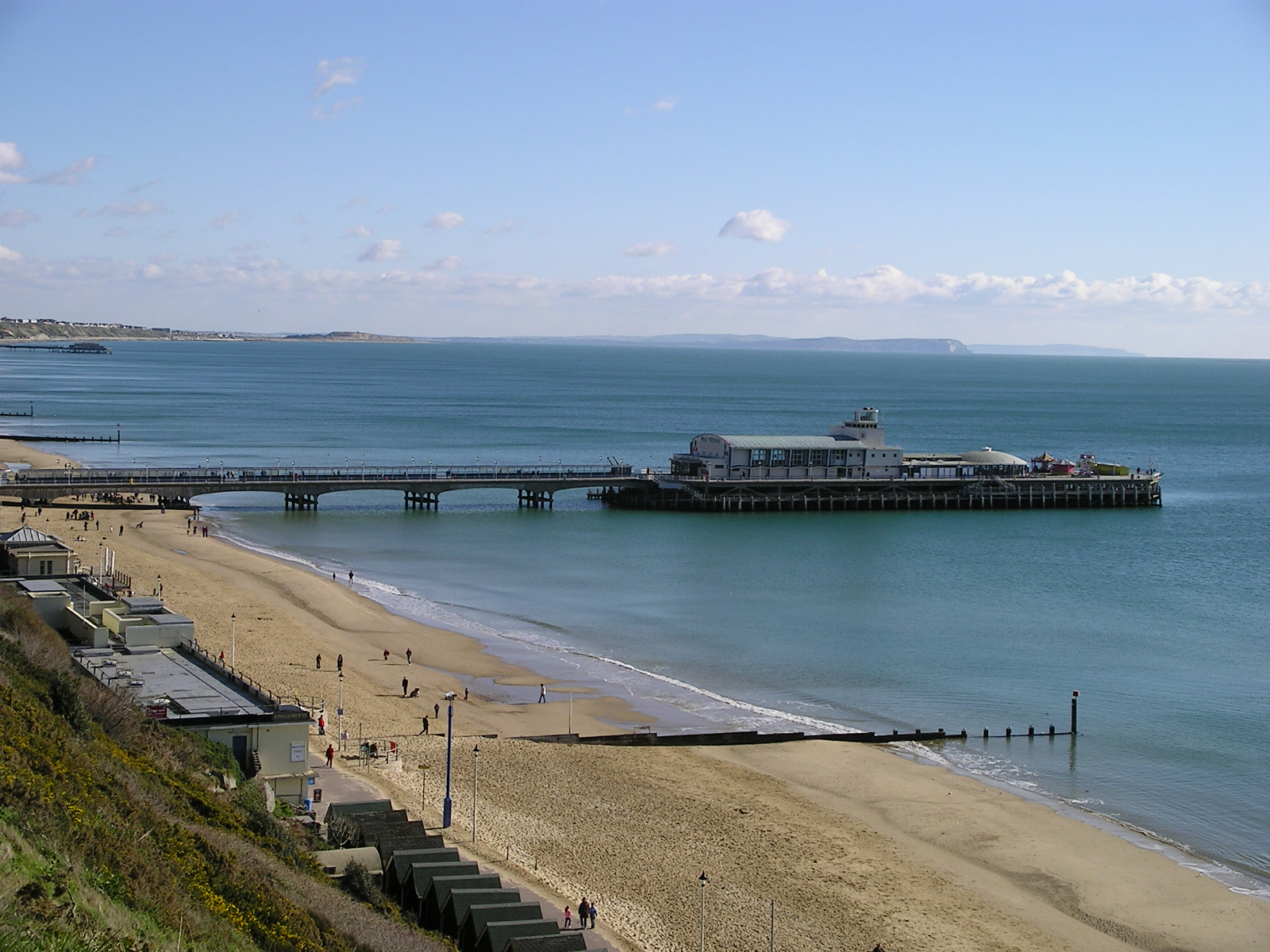
De pier van Bournemouth

Van de bevolking is 21,0 % ouder dan 65 jaar. De werkloosheid bedraagt 3,0 % van de beroepsbevolking (cijfers volkstelling 2001).
Het aantal inwoners steeg van ongeveer 157.300 in 1991 naar 163.444 in 2001.

## Winkelen

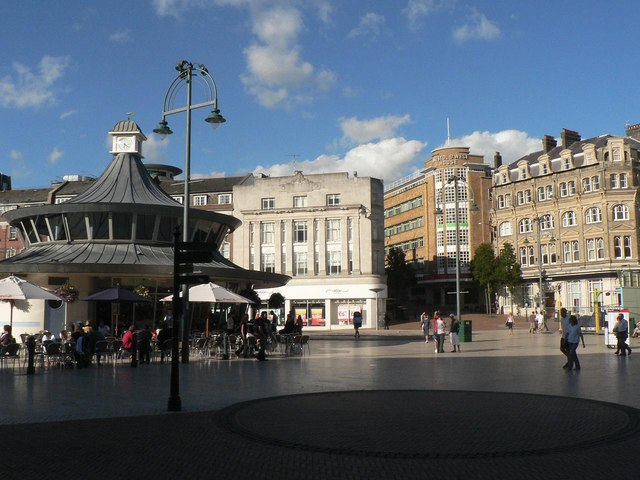
'The Square', een plein midden in het winkelcentrum van Bournemouth

Het belangrijkste winkelgebied ligt in het stadscentrum (Town Centre), op 300 meter van het strand en de boulevard. De 'lower gardens', onderdeel van een van Bournemouths vele parken, leiden voetgangers en fietsers van de pier naar het centrum en het centrale punt, 'The Square'. 'The Square' is een plein midden in het winkelcentrum van Bournemouth. Hier wordt jaarlijks een kerstmarkt gehouden.
De winkelstraten zijn voornamelijk alleen toegankelijk voor voetgangers en men vindt er een groot aantal boetiekjes, juweliers en accessoirewinkels en cafeetjes. Ook grote warenhuizen zijn vertegenwoordigd (Debenhams, Beales, Marks & Spencers, Bhs en Dingles).
In het district Westbourne, ten westen van het centrum, vindt men veel designerboetiekjes en interieurwinkels. In Boscombe, een district ten oosten van het centrum, vindt men voornamelijk antiekwinkeltjes en tweedehandswinkels. Ook wordt er in Boscombe elke week een markt gehouden.

## Transport
Bournemouth heeft een eigen vliegveld, dat ongeveer 5 kilometer buiten de stad ligt. Met budgetluchtvaartmaatschappijen kan men direct vanuit Europa en bestemmingen binnen het Verenigd Koninkrijk naar Bournemouth vliegen. Er zijn momenteel 43 verschillende bestemmingen in de zomer en 34 bestemmingen in de winter. De lijndienst van Thomsonfly naar Amsterdam is opgeheven. Er bevinden zich taxi's op het vliegveld die passagiers in gemiddeld 10 tot 15 minuten naar Bournemouth rijden, voor een vergoeding van ongeveer £10 tot £15.
In Bournemouth kan men gebruikmaken van een aantal vervoersmogelijkheden. Bournemouth kent bussen als openbaar vervoer (er rijdt geen metro of tram). De 2 belangrijkste bedrijven zijn Yellow Buses en Wilts & Dorset. Ook zijn er op de meeste belangrijkste plaatsen taxi's aanwezig. Een taxirit is relatief goedkoop en de taxichauffeur is niet gewend fooi te krijgen.
Verder kent Bournemouth een treinstation (Travel Interchange) waar vanuit treinen aankomen en vertrekken naar andere locaties binnen het Verenigd Koninkrijk waaronder Londen. Ook vertrekken vanuit dit station bussen van het bedrijf National Express. Ook deze bussen rijden naar Londen.

## Studiemogelijkheden
Bournemouth staat -zoals plaatsen als Londen en Cambridge- bekend om haar mogelijkheden om er Engels te studeren. Er zijn tientallen taalscholen (language schools) in en rond het centrum. Bezoekers van over de hele wereld maken van deze scholen gebruik en dit draagt bij aan Bournemouths internationale karakter. Een taalcursus Engels is vooral erg populair bij mensen uit Zuid-Amerikaanse landen en landen als Frankrijk en Spanje.
Bournemouth University heeft diverse afdelingen, zoals The School of Applied Sciences, The Business School, The School of Design, Engineering & Computing, The School of Health and Social Care, The Media School, The School of Tourism en The Graduate School.
Het Anglo-European College of Chiropractic (AECC) in Bournemouth biedt opleidingen aan in de chiropraxie.

## Toerisme
Bournemouth is ook bij de Britten zelf een geliefd vakantie-oord. De grootste aantrekkelijkheid vormt het lange zandstrand dat zich van Christchurch tot Poole uitstrekt. Daarnaast biedt Bournemouth toegang tot het natuurgebied New Forest en Brownsea Island.
Gedurende de zomermaanden worden er allerlei festiviteiten georganiseerd. De bekendste zijn de traditionele Candle Lighting in de Lower Gardens en het jaarlijkse optreden van de Red Arrows, het Aerobatic Team van de Engelse Luchtmacht.
Daarnaast zijn er verschillende speelhallen met o.a. bowling en lasergames. Ook geniet de stad van een bruisend nachtleven.
Toeristische trekpleisters zijn:
- The Bournemouth Eye, een heteluchtballon in de Lower Gardens die een uitzicht biedt over de stad
- Het Oceanarium
- Het graf van Mary Shelley op de begraafplaats van de Saint Peter's Church

## Sport
AFC Bournemouth is de betaaldvoetbalclub van Bournemouth en speelt haar wedstrijden in het stadion Dean Court.

## Bekende personen uit Bournemouth

### Geboren
- Charles Hubert Parry (1848-1918), componist
- Radclyffe Hall (1880-1943), schrijfster
- Vera Chapman (1898-1996), auteur
- Anthony Blunt (1907-1983), spion, kunsthistoricus, professor kunstgeschiedenis
- Barbara West (1911-2007), als baby overlevende van de Titanic-ramp
- Melita Norwood (1912-2005), ambtenaar en spion
- Simon Preston (1938-2022), organist, dirigent en pianist
- John Hawken (1940-2024), pianist en toetsenist
- Don Partridge (1941-2010), singer-songwriter, king of the buskers
- Zoot Money (1942-2024), violist, toetsenist en hammond-organist
- Greg Lake (1947-2016), (bas)gitarist, zanger, componist en muziekproducer (o.a. King Crimson en Emerson, Lake & Palmer)
- Roger Marsh (1949), componist en muziekpedagoog
- Jayne Atkinson (1959), actrice
- Arin Alldridge (1967), acteur
- Daniel Avery (1985), danceproducer
- James McVey (1994), gitarist en achtergrondzanger van The Vamps

### Overleden

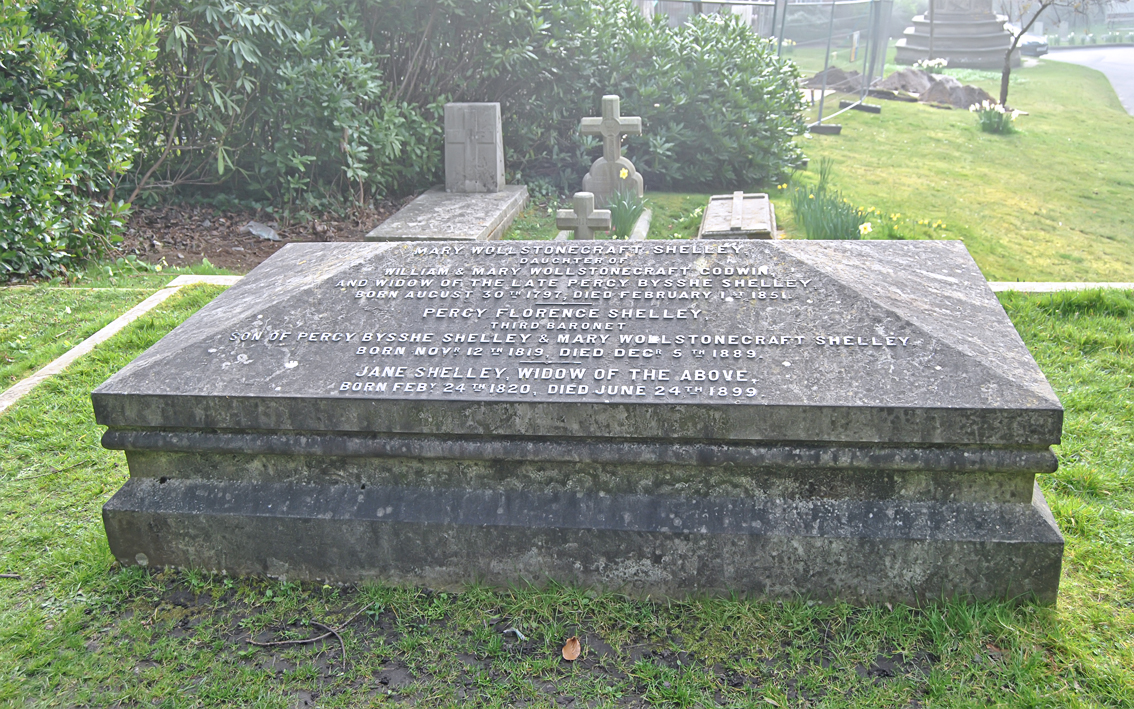
Grafsteen van Mary Shelley, de schrijfster van Frankenstein the Modern Prometheus

- George William Russell (1867-1935), Iers dichter
- J.R.R. Tolkien (1892-1973), schrijver
- Denis Payton (1943-2006), saxofonist
- Phil Solomon (1924-2011), impresario